# Hidropizie

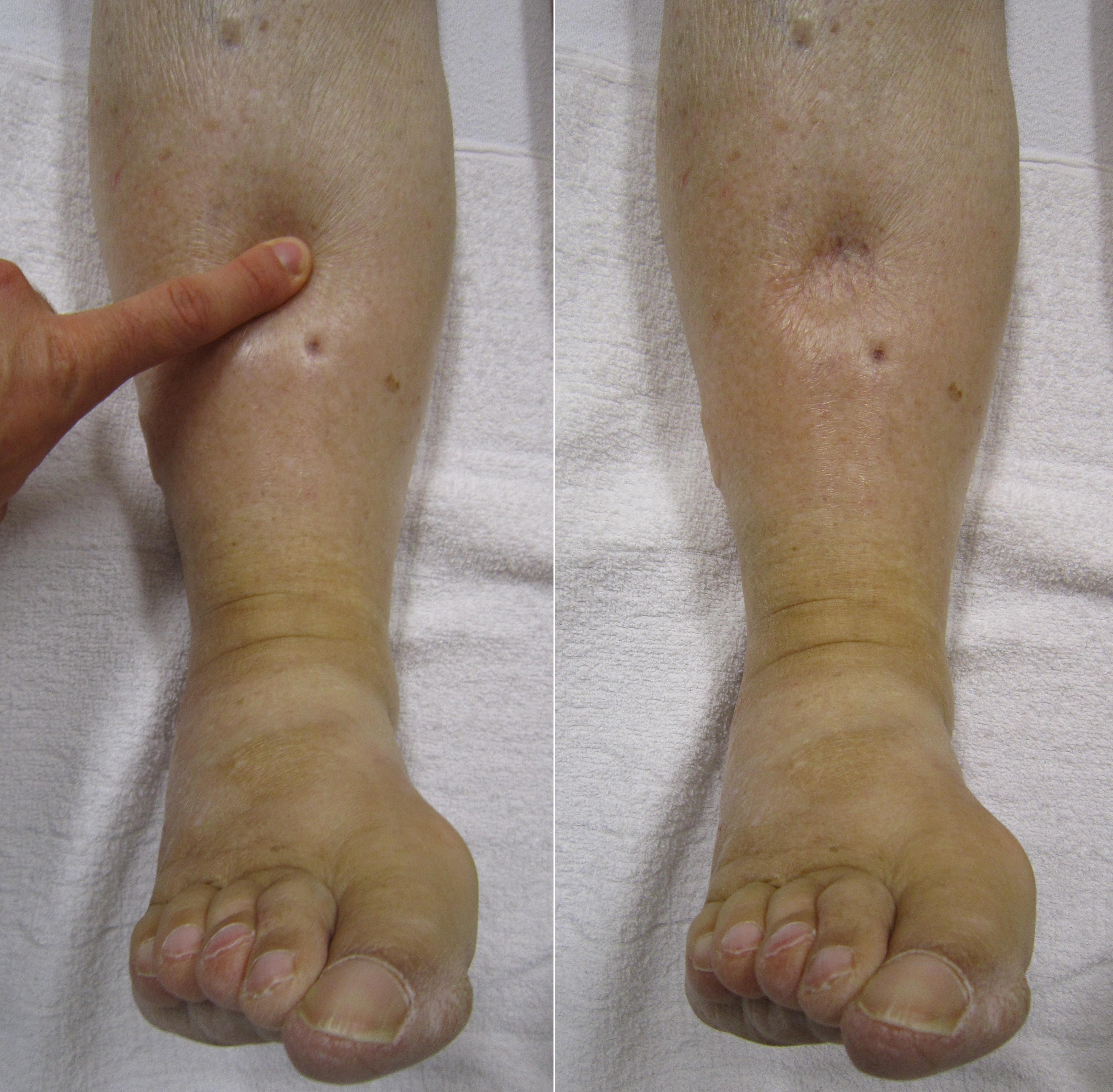
Edeme masive ale gambelor

Hidropizia sau hidropsul (din greaca hydor, hydatos =  apă + opsis  = aspect) este o acumulare anormală de lichid seros, prin diverse mecanisme, la nivelul unor cavități preformate (peritoneală, pleurală, pericardică), al unor compartimente din organism sau în țesutul conjunctiv. Acumularea de lichid (sau gaz) într-o cavitate a organismului sau anumite țesuturi se mai numește epanșament. Hidropizia este cunoscută popular sub numele de dropică (acest termen popular se referă mai ales la ascită sau anasarcă; dropică la cap are sensul de hidrocefalie).

## Forme de hidropizie

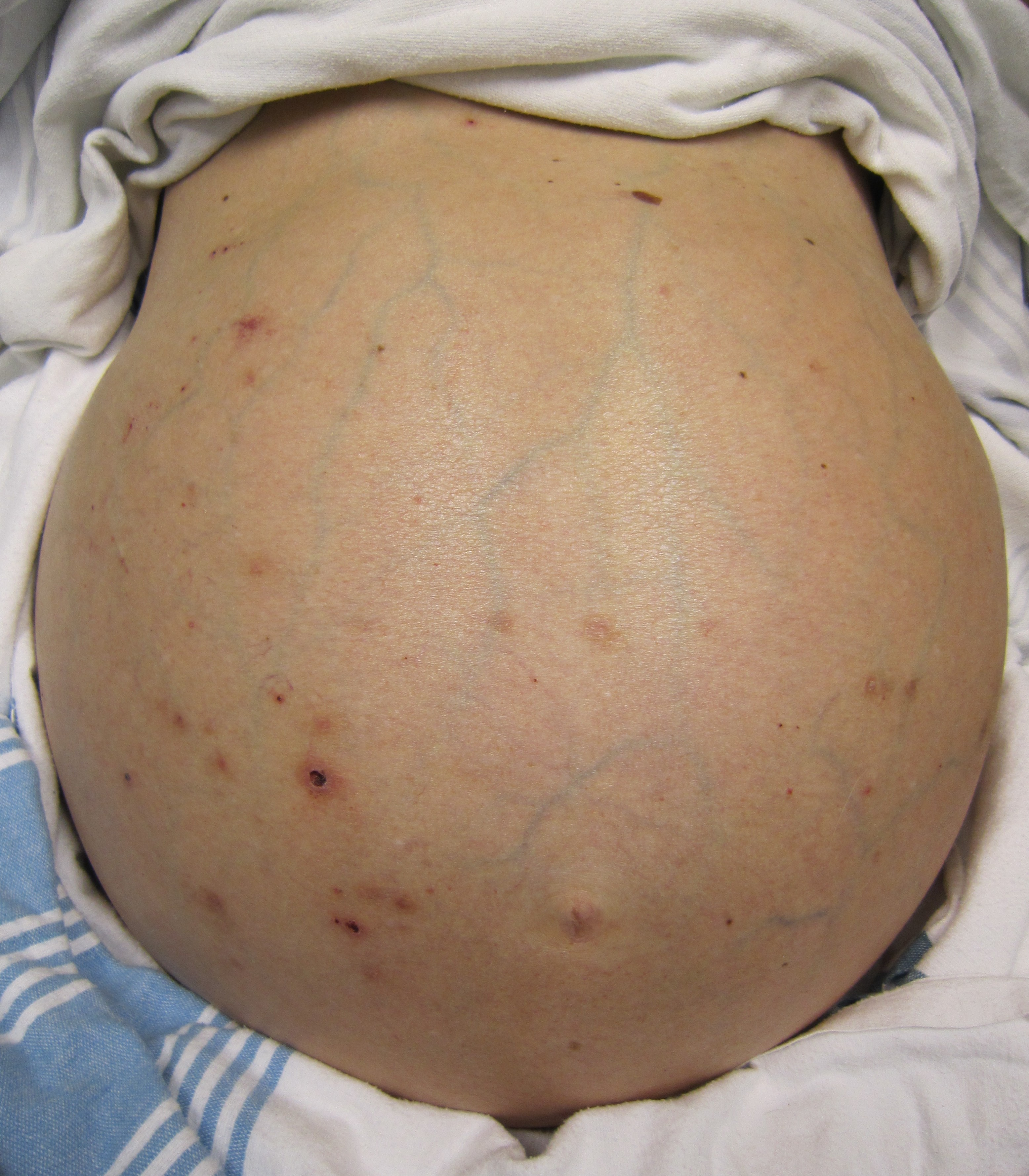
Ascită

În funcție de caracterul și localizarea acumulării lichidului seros se disting următoarele forme ale hidropizii:
- ascită - acumularea de lichid în cavitatea peritoneală.
- hidropericard - epanșament în interiorul cavității pericardice
- hidrotorax - acumularea de lichid seros (transsudat) în cavitatea pleurală.
- hidrartroză (hidrops articular) - acumularea de lichid într-o cavitate articulară
- hidrops labirintic (hidropizie labirintică)  - transsudat seros în labirintul anterior sau posterior al urechii interne
- hidrops vezicular - dilatarea veziculei biliare, ce conține bilă albă
- hidrops corneean - acumulare bruscă, dureroasă de lichid în cornee
- edem – infiltrație de lichid seros în țesuturi, îndeosebi în piele, cu acumulare de lichid în țesutul conjunctiv subcutanat. Edemul poate fi local sau afectează un organ întreg  (edemul pulmonar, edemul cerebral), iar forma sa generalizată se numește anasarcă.
- hidrops fetal (anasarcă fetoplacentară, boală Schridde) - edem generalizat și intens al placentei și al fetusului, cu producere de ascită
- hidrocefalie - creșterea anormală a cantității de lichid cefalorahidian la nivelul ventriculelor cerebrale

## Personalități decedate de hidropizie

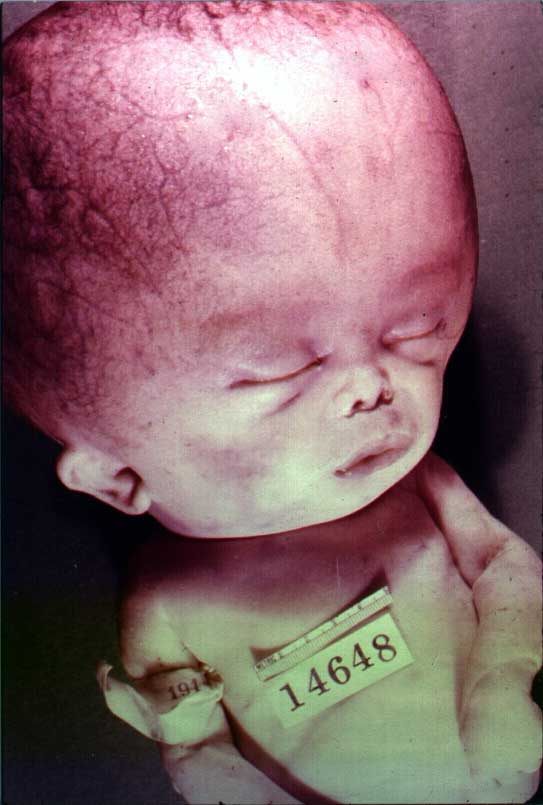
Hidrocefalie

- 480 î.Hr.: Heraclit din Efes (în ceea ce-l privește, este doar o ipoteză)
- 40 : Gnaeus Domitius Ahenobarbus (tatăl lui Nero)
- 138 : Hadrian (împărat roman)
- 423 : Honorius (împărat roman)
- 630 : Sfânta Onenne (sfântă bretonă probabil legendară)
- 641 : Heraclius I (împărat bizantin)
- 768 : Pepin cel Scurt
- 847 : Al-Wāt̠iq (calif abasid)
- 1231 : Sfântul Anton de Padova
- 1252 : Amata de Assisi
- 1274 : Sfântul Toma d'Aquino
- 1285 : Filip I de Savoia
- 1495 : Ioan al II-lea al Portugaliei
- 1588 : Julien de Médicis (ipoteză)
- 1592 : Alessandro Farnese
- 1597 : Sfântul Petru Canisiu
- 1616 : Miguel de Cervantes
- 1653 : Alphonse-Louis du Plessis de Richelieu
- 1662 : Gabrielle de Livron-Bourbonne
- 1711 : Nicolas Boileau
- 1727 : Ecaterina I a Rusiei
- 1756 : Rolland-Michel Barrin, conte de La Galissonière
- 1761 : Fougeret de Monbron
- 1763 : Pierre de Marivaux
- 1816 : Charles Pierre François Augereau
- 1820 : Manuel Belgrano
- 1827 : Ludwig van Beethoven
- 1842 : Clemens Brentano
- 1877 : Gustave Courbet
- 1886 : Franz Liszt

842 : Sfântul Grigorie Decapolitul 

## Hidropizia infecțioasă a peștilor

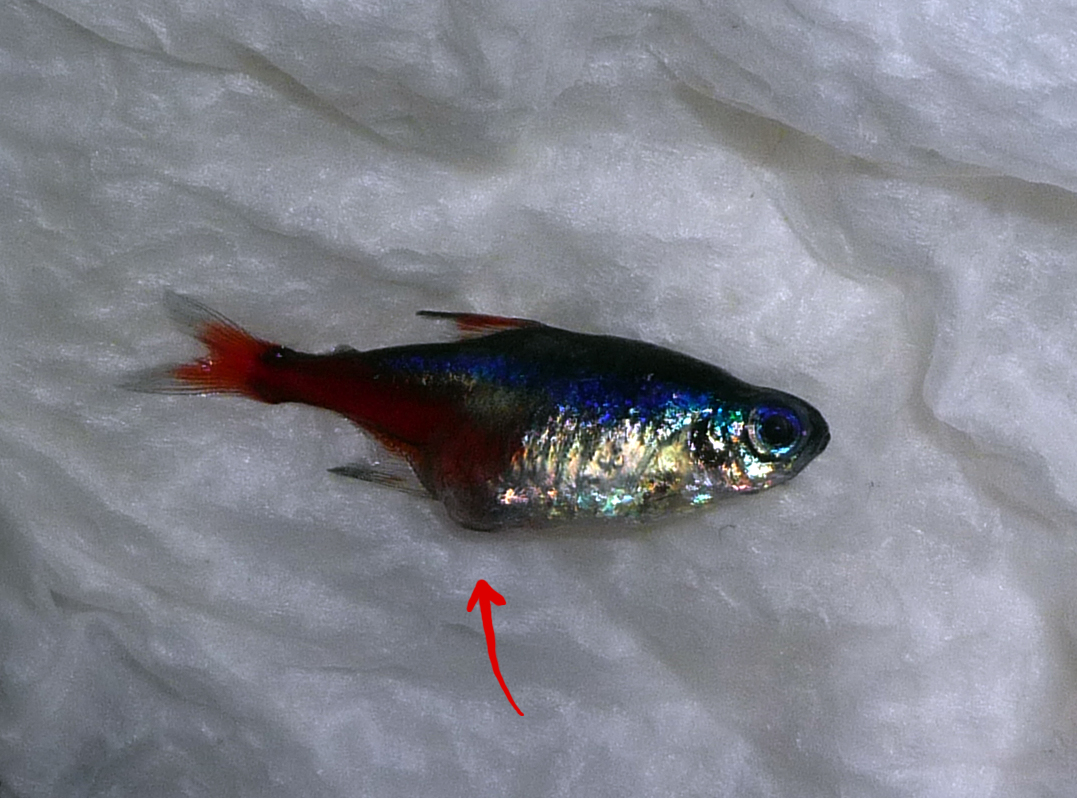
Hidropizia la peștele neon (Paracheirodon innesi)

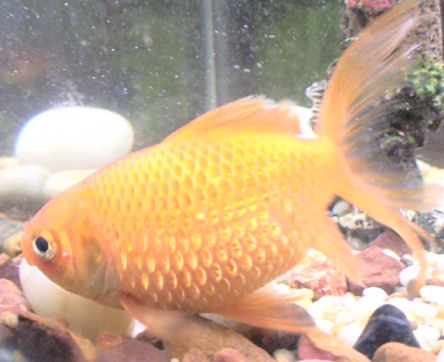
Carasul auriu (Carassius auratus) atins de hidropizie

Hidropizia infecțioasă (ascites infectiosa cyprinorum, viremia de primăvară, eritrodermatita peștilor) este o boală infectocontagioasă gravă a unor pești, întâlnită în special la crap și caras, care se manifestă sub formă de edem generalizat, ascita. Mai puțin receptivi sunt linul, plătica, babușca, mreana, știuca, șalăul sau peștii de acvariu. Hidropizia infecțioasă este cunoscută atât în apele naturale, cât mai ales în crescătorii. Agentul patogen este virusul Rhabdovirus carpio din familia Rhabdoviridae în asociație cu bacteria Aeromonas punctata (sau Pseudomonas fluorescens). Incubația este 2-4 săptămâni.
Se disting 3 forme a hidropiziei infecțioase:
- Forma acută (viremia de primăvară) care se manifestă prin lepidortoză (solzi zbârliți), exoftalmie, ascită, edem generalizat, hemoragii subcutanate, branhii palide și cu puncte hemoragice,  hipodinamie.
- Forma subacută (eritrodermatita) cu ulcerații mari, profunde și necroza cutanată a înotătoarelor
- Forma cronică (eritrodermatita) cu eritem abdominal și la baza înotătoarelor pectorale, puncte hemoragice, flictene sau ulcere cutanate, necroze musculare și la înotătoare.

Combaterea bolii se efectuează prin tratamente cu antibiotice (cloramfenicol, streptomicină, aureomicină), injectate intraperitoneal sau adăugate în amestec cu furaje.